# Oswald Zimmermann
Pour les articles homonymes, voir Zimmermann.
Oswald Franz Alexander Zimmermann (né le 5 février 1859 à Neumarkt-en-Silésie et mort le 5 octobre 1910 à Dresde) est un journaliste et homme politique prussien (DSRP).

## Biographie
Oswald Zimmermann devient membre de l'Alte Breslauer Burschenschaft der Raczeks (de) pendant ses études en 1879. Il est plus tard une figure centrale de l'antisémitisme partisan dans le royaume de Saxe et au niveau de l'Empire. Il est député du Reichstag de 1890 à 1898 et de 1904 à 1910. Il participe à la création d'associations dites réformistes en Saxe et les réunit avec le mouvement Böckel pour former le Parti populaire antisémite (plud tard Parti allemand de la réforme). Le centre d'activité de Zimmermann est Dresde, où il publie la Deutsche Wacht et où son association de réforme domine longtemps la politique locale. De 1903 à 1908, il est député à la 2e chambre du Parlement saxon (de) en tant que représentant de la 10e circonscription de la ville. Zimmermann décède en 1910 à Dresde et est enterré au cimetière Saint-Jean (de).

## Politique
Au début des années 1890, Zimmermann évince Otto Böckel de la direction du parti et lance l'unification des socialistes allemands et des « réformateurs » qui s'achève en 1894. Au DSRP, il partage la présidence avec Max Liebermann von Sonnenberg. Au sein du parti, la lutte pour le pouvoir entre Liebermann et Zimmermann s'intensifie lorsque les réformateurs de leur fief de Saxe ne peuvent pas s'affirmer lors des élections au Reichstag de 1898 et que Zimmermann lui-même n'est pas élu au Reichstag. Lorsque Liebermann tente ensuite de prendre le contrôle exclusif du parti, cela conduit à une scission en 1900. Zimmermann est resté président du DSRP croupion, qui est rebaptisé Parti allemand de la réforme en 1903.
Zimmermann et ses « réformateurs » peuvent temporairement profiter du déclin du libéralisme politique en Saxe et se présenter aux élections comme un parti fonctionnel bourgeois pour empêcher les majorités social-démocrates. La croissance du SPD en un parti de masse et les conflits en coopération avec des groupes d'intérêts conservateurs et agraires conduisent au déclin du mouvement antisémite en Saxe. Au niveau local et étatique, les antisémites perdent de leur importance en raison du durcissement de la loi électorale.